# شهريار (إيران)
شهريار (بالفارسية: شهریار) هي مدينة تقع في إيران في قسم. يقدر عدد سكانها بـ 189,120 نسمة .

## أعلام
- علي رضا عزت
- علي محمدي
- داود عابدين زاده